# Alfred Davis

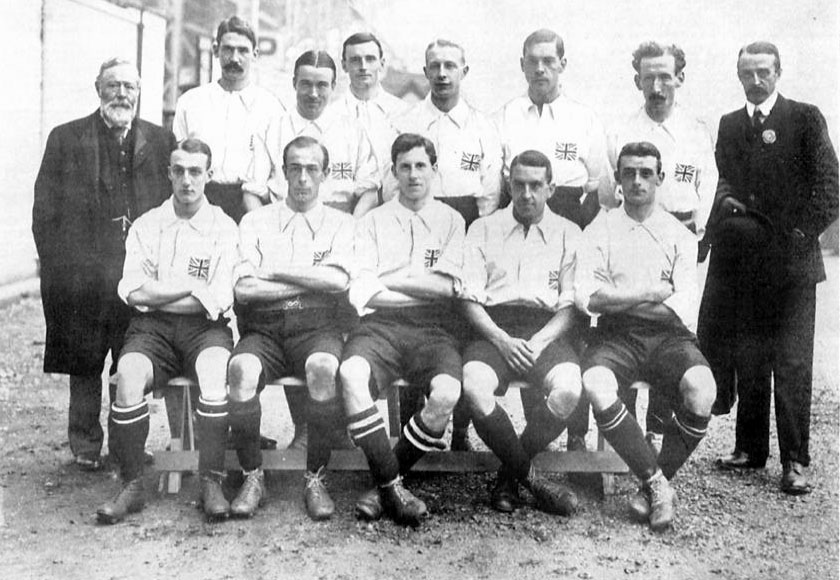
Davis (tout à droite) et l'équipe d'Angleterre championne olympique en 1908.

Alfred Davis est un entraîneur anglais de football, connu pour avoir été le sélectionneur vainqueur des Jeux olympiques 1908, avec la Grande-Bretagne. 
Il est désigné comme sélectionneur de l'équipe de Grande-Bretagne tout en faisant partie de la fédération anglaise de football.

## Palmarès
- Jeux olympiques
  - Médaille d'or en 1908